# 러시아의 우크라이나 침공의 경제적 영향

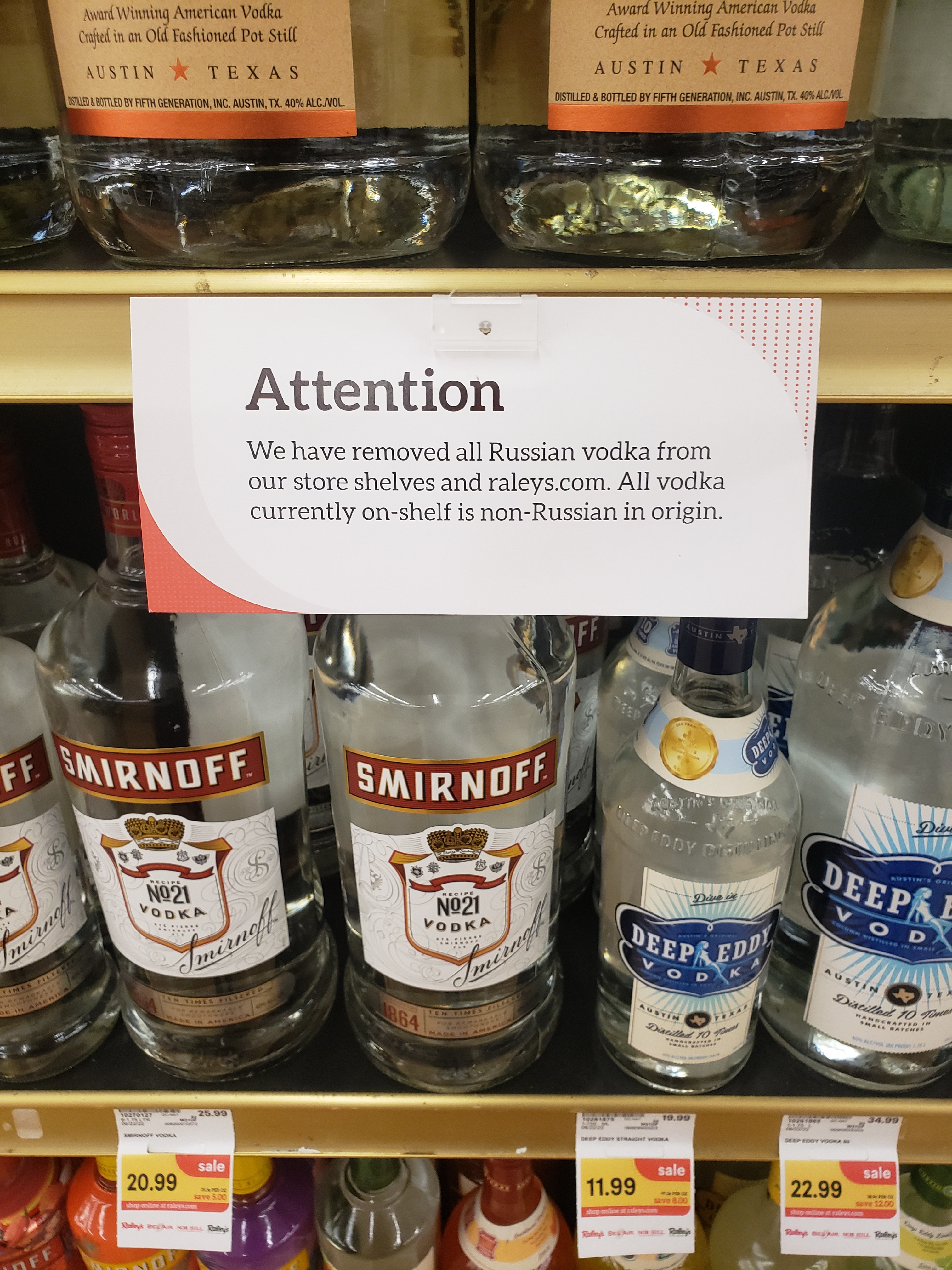
전 세계의 소매업자들은 자발적으로 또는 제재로 인해 러시아산 제품을 그들의 재고에서 제거했다.

2022년 러시아의 우크라이나 침공의 경제적 영향은 2022년 2월 말 러시아가 두 개의 분리된 우크라이나 공화국을 인정하고 우크라이나 침공을 개시했다. 그 다음의 경제 제재는 러시아의 경제의 많은 부분, 러시아의 올리가르히들, 그리고 러시아 정부 구성원을 목표로 했다. 러시아는 자체 제재로 대응했다. 이 같은 갈등과 제재가 코로나19 경기후퇴에 세계 경제 회복에 강력한 부정적 영향을 미쳤다. 전쟁의 결과로, 러시아의 30년 경제 후퇴에 대한 추정치가 예상된다.

## 배경
2014년을 시작으로, 러시아는 크림반도 합병으로 경제 성장을 저해한 제재에 직면해 있다. 2020년에, 코로나19 경기후퇴와 사우디아라비아와의 유가 전쟁 또한 러시아의 경제에 영향을 미쳤다. 추가 제재가 2021년에 침공에 앞서 발생했다. 러시아의 주식 시장은 군사력 증강 기간 동안 20% 하락했다.